# 2. Tennis-Bundesliga (Herren) 2016
Die 2. Tennis-Bundesliga der Herren wurde 2016 zum 16. Mal ausgetragen. Nach einer eingleisigen Gruppierung in den Jahren 2010 bis 2013, wurde die Liga seit 2014 wieder in einer Nord- und einer Süd-Gruppe gespielt. Die Austragung der Spiele erfolgte an insgesamt neun Spieltagen vom 17. Juli bis 14. August 2016.

## Spieltage und Mannschaften
| Spieltage                                    |
| -------------------------------------------- |
| 1. Spieltag: So., 17. Juli 2016, 11:00 Uhr   |
| 2. Spieltag: Fr., 22. Juli 2016, 13:00 Uhr   |
| 3. Spieltag: So., 24. Juli 2016, 11:00 Uhr   |
| 4. Spieltag: Fr., 29. Juli 2016, 13:00 Uhr   |
| 5. Spieltag: So., 31. Juli 2016, 11:00 Uhr   |
| 6. Spieltag: Fr., 5. August 2016, 13:00 Uhr  |
| 7. Spieltag: So., 7. August 2016, 11:00 Uhr  |
| 8. Spieltag: Fr., 12. August 2016, 13:00 Uhr |
| 9. Spieltag: So., 14. August 2016, 11:00 Uhr |

| Mannschaften Nord          |
| -------------------------- |
| TC 1899 Blau-Weiss Berlin  |
| Suchsdorfer SV v. 1921 (N) |
| Solinger Tennis-Club 1902  |
| Bielefelder TTC (N)        |
| TC Iserlohn (N)            |
| Der Club an der Alster     |
| Bremerhavener TV 1905      |
| Bremer TC v. 1912          |
| Oldenburger TeV            |

| Mannschaften Süd         |
| ------------------------ |
| BASF TC Ludwigshafen (N) |
| SC Uttenreuth            |
| SpVgg Hainsacker (N)     |
| TC Amberg am Schanzl (N) |
| TC BW Dresden-Blasewitz  |
| TC Großhesselohe         |
| TC Weinheim              |
| TC Wolfsberg Pforzheim   |
| TV Reutlingen            |

## 2. Tennis-Bundesliga (Herren) Nord

### Tabelle
|     | Mannschaft                 | Begegnungen | Punkte | Matches | Sätze  | Spiele  |
| --- | -------------------------- | ----------- | ------ | ------- | ------ | ------- |
| 01. | Bremerhavener TV 1905      | 8           | 16:0   | 56:16   | 120:43 | 799:537 |
| 02. | TC Iserlohn (A)            | 8           | 10:6   | 45:27   | 96:65  | 688:626 |
| 03. | Oldenburger TeV            | 8           | 10:6   | 33:39   | 79:91  | 671:727 |
| 04. | TC 1899 Blau-Weiss Berlin  | 8           | 8:8    | 37:35   | 77:80  | 670:686 |
| 05. | Bielefelder TTC (A)        | 8           | 8:8    | 32:40   | 73:92  | 662:745 |
| 06. | Der Club an der Alster     | 8           | 8:8    | 31:41   | 81:91  | 716:698 |
| 07. | Suchsdorfer SV v. 1921 (A) | 8           | 6:10   | 36:36   | 79:84  | 663:693 |
| 08. | Bremer TC v. 1912          | 8           | 6:10   | 29:43   | 74:94  | 671:723 |
| 09. | Solinger Tennis-Club 1902  | 8           | 0:16   | 25:47   | 65:104 | 633:738 |

| Zum Saisonende 2016:                                              |
| Aufsteiger in die Bundesliga Absteiger in die Tennis-Regionalliga |

|                      | |
| Zum Saisonende 2015: | |
| (A)                  | Absteiger aus der Bundesliga: keine, da Erfurter TC Rot-Weiß ihre Mannschaft nach dem Tod des Sponsors abmeldete. |
| (N)                  | Neuling, Aufsteiger aus Tennis-Regionalliga: Bielefelder TTC, Suchsdorfer SV v. 1921, TC Iserlohn                 |

### Mannschaftskader
| Pos. | Name                   |
| ---- | ---------------------- |
| 1    | Jahor Herassimau       |
| 2    | Steven Diez            |
| 3    | Alessandro Bega        |
| 4    | Marc Sieber            |
| 5    | Mario Vilella Martínez |
| 6    | Rui Machado            |
| 7    | Riccardo Sinicropi     |
| 8    | Daniele Giorgini       |
| 9    | Eduard Esteve Lobato   |
| 10   | Richard Waite          |
| 11   | Massimo Ocera          |
| 12   | Peer Waller            |
| 13   | Robin Hillen           |
| 14   | Lars Hibbeler          |
| 15   | David Amendt           |
| 16   | Lucas Matullat         |

| Pos. | Name                |
| ---- | ------------------- |
| 1    | Jan Mertl           |
| 2    | Nikola Mektić       |
| 3    | Flavio Cipolla      |
| 4    | Gianluca Naso       |
| 5    | Jan Hernych         |
| 6    | Hernán Casanova     |
| 7    | Edoardo Eremin      |
| 8    | Matteo Viola        |
| 9    | Tichomir Grosdanow  |
| 10   | Simeon Ivanov       |
| 11   | Tim Beutler         |
| 12   | André Timme         |
| 13   | Marc-Julien Gelhaus |
| 14   | Jordi Walder        |
| 15   | Kilian Schmitz      |
| 16   | Maximilian Blome    |

| Pos. | Name               |
| ---- | ------------------ |
| 1    | Peđa Krstin        |
| 2    | Maxime Chazal      |
| 3    | Richard Becker     |
| 4    | Jonas Merckx       |
| 5    | Florian Reynet     |
| 6    | Luca Margaroli     |
| 7    | Jonas König        |
| 8    | Michel Dornbusch   |
| 9    | Mattis Wetzel      |
| 10   | Thibaud Berland    |
| 11   | Tillmann Erdbories |
| 12   | Lasse Muscheites   |
| 13   | Bart van Leijsen   |
| 14   | Gian-Luca Blöcker  |
| 15   | Sebastian Strehle  |
| 16   |                    |

| Pos. | Name                   |
| ---- | ---------------------- |
| 1    | Grégoire Barrère       |
| 2    | Miljan Zekić           |
| 3    | Pedro Sousa            |
| 4    | Laslo Urrutia Fuentes  |
| 5    | Friedrich Klasen       |
| 6    | Bastian Wagner         |
| 7    | Leonardo Tavares       |
| 8    | Stefanos Schinas       |
| 9    | Laurent Recouderc      |
| 10   | Mathieu Rodrigues      |
| 11   | Jesper Tull Freimuth   |
| 12   | Niklas Noll            |
| 13   | Felix Dippner          |
| 14   | Yannic-Alexander Mader |
| 15   | Philipp Eberhard       |
| 16   | Pascal Schubert        |

| Pos. | Name                |
| ---- | ------------------- |
| 1    | Alexander Ward      |
| 2    | Scott Griekspoor    |
| 3    | Tallon Griekspoor   |
| 4    | Louis Weßels        |
| 5    | Valentin Günther    |
| 6    | Kevin Kaczynski     |
| 7    | Patrick Pradella    |
| 8    | Sebastian Linda     |
| 9    | Lars Hendrik Behlen |
| 10   | Maximilian Wilde    |
| 11   | Jonas Erdmann       |
| 12   | Andreas Kruza       |
| 13   | Alexander Dresing   |
| 14   | Nikolaj Ptasinski   |
| 15   | Christian Röhr      |
| 16   | Felix Haumann       |

| Pos. | Name                     |
| ---- | ------------------------ |
| 1    | Sumit Nagal              |
| 2    | Pedro Sakamoto           |
| 3    | Kim Möllers              |
| 4    | Demian Raab              |
| 5    | Tobias Hinzmann          |
| 6    | Matthias Kolbe           |
| 7    | Joseph Sirianni          |
| 8    | Philipp Hammer           |
| 9    | David Eisenzapf          |
| 10   | Tom Eisenzapf            |
| 11   | Sebastian Schönholz      |
| 12   | Mirko Blohm              |
| 13   | John-Martin Darmstaedter |
| 14   | Jonas Kuwert             |
| 15   | Martin Hejma             |
| 16   | Björn Bellingrodt        |

| Pos. | Name              |
| ---- | ----------------- |
| 1    | Lloyd Glasspool   |
| 2    | Leon Schütt       |
| 3    | Florian Barth     |
| 4    | Dominik Bartels   |
| 5    | Harri Heliövaara  |
| 6    | André Göransson   |
| 7    | Søren Hess-Olesen |
| 8    | Nico Hadeler      |
| 9    | Esben Olesen      |
| 10   | Jesper Brunström  |
| 11   | Torben Michaelis  |
| 12   | Lauri Kiiski      |
| 13   | Andreas Bjerrehus |
| 14   | Martin Pedersen   |
| 15   | Matthias Bähre    |
| 16   | Alexander Griese  |

| Pos. | Name                     |
| ---- | ------------------------ |
| 1    | Aleksandre Metreweli     |
| 2    | Roberto Ortega Olmedo    |
| 3    | Wilson Leite             |
| 4    | Lennert van der Linden   |
| 5    | Samuel Ribeiro Navarrete |
| 6    | Yannick Ebbinghaus       |
| 7    | Gijs Brouwer             |
| 8    | Guus Koevermans          |
| 9    | Óscar Sabate Bretos      |
| 10   | Matthias Kidler          |
| 11   | Juan-Martín Aranguren    |
| 12   | Till Witte               |
| 13   | Noah Meixner             |
| 14   | Niklas Seyffarth         |
| 15   | Tim Schwarz              |
| 16   |                          |

| Pos. | Name               |
| ---- | ------------------ |
| 1    | Christopher Heyman |
| 2    | Maverick Banes     |
| 3    | Gero Kretschmer    |
| 4    | Nick van der Meer  |
| 5    | Nico Mertens       |
| 6    | Mats Rosenkranz    |
| 7    | Patrick Elias      |
| 8    | Marco Tesanovic    |
| 9    | Till Wegner        |
| 10   | Karlson Wegner     |
| 11   | Malte Kippenhahn   |
| 12   | Philip Rottschäfer |
| 13   | Dennis Schwarz     |
| 14   | Stefan Kirschbaum  |
| 15   |                    |
| 16   |                    |

### Ergebnisse
| Datum/Uhrzeit        | Heimmannschaft                  | Gastmannschaft                  | Matches | Sätze | Spiele |
| -------------------- | ------------------------------- | ------------------------------- | ------- | ----- | ------ |
| So. 17. Juli 11:00   | Bielefelder TTC 1               | TC 1899 Blau-Weiss Berlin       | 5:4     | 11:8  | 90:85  |
| So. 17. Juli 11:00   | Suchsdorfer SV v. 1921          | Bremerhavener TV v. 1905        | 4:5     | 11:11 | 83:78  |
| So. 17. Juli 11:00   | Solinger Tennis-Club 1902 e. V. | Oldenburger TeV                 | 4:5     | 9:13  | 85:91  |
| So. 17. Juli 11:00   | Bremer TC v. 1912               | TC Iserlohn 1                   | 3:6     | 8:13  | 78:99  |
| So. 17. Juli 11:00   | Der Club an der Alster Hamburg  | spielfrei                       |         |       |        |
| Fr. 22. Juli 13:00   | Oldenburger TeV                 | Suchsdorfer SV v. 1921          | 5:4     | 12:9  | 95:76  |
| Fr. 22. Juli 13:00   | Bremerhavener TV v. 1905        | Der Club an der Alster Hamburg  | 8:1     | 16:3  | 104:67 |
| Fr. 22. Juli 13:00   | TC 1899 Blau-Weiss Berlin       | TC Iserlohn 1                   | 7:2     | 15:5  | 104:60 |
| Fr. 22. Juli 13:00   | Bremer TC v. 1912               | Bielefelder TTC 1               | 1:8     | 5:16  | 76:102 |
| Fr. 22. Juli 13:00   | Solinger Tennis-Club 1902 e. V. | spielfrei                       |         |       |        |
| So. 24. Juli 11:00   | TC Iserlohn 1                   | Bremerhavener TV v. 1905        | 0:9     | 2:18  | 33:106 |
| So. 24. Juli 11:00   | Bielefelder TTC 1               | Solinger Tennis-Club 1902 e. V. | 6:3     | 13:8  | 96:75  |
| So. 24. Juli 11:00   | TC 1899 Blau-Weiss Berlin       | Bremer TC v. 1912               | 6:3     | 12:8  | 90:82  |
| So. 24. Juli 11:00   | Der Club an der Alster Hamburg  | Oldenburger TeV                 | 4:5     | 12:12 | 94:92  |
| So. 24. Juli 11:00   | Suchsdorfer SV v. 1921          | spielfrei                       |         |       |        |
| Fr. 29. Juli 13:00   | TC Iserlohn 1                   | Bielefelder TTC 1               | 9:0     | 18:1  | 110:57 |
| Fr. 29. Juli 13:00   | Bremerhavener TV v. 1905        | TC 1899 Blau-Weiss Berlin       | 6:3     | 13:6  | 98:65  |
| Fr. 29. Juli 13:00   | Solinger Tennis-Club 1902 e. V. | Suchsdorfer SV v. 1921          | 3:6     | 10:12 | 83:81  |
| Fr. 29. Juli 13:00   | Der Club an der Alster Hamburg  | Bremer TC v. 1912               | 5:4     | 11:11 | 93:86  |
| Fr. 29. Juli 13:00   | Oldenburger TeV                 | spielfrei                       |         |       |        |
| So. 31. Juli 11:00   | Oldenburger TeV                 | TC Iserlohn 1                   | 0:9     | 1:18  | 43:111 |
| So. 31. Juli 11:00   | Suchsdorfer SV v. 1921          | Bielefelder TTC 1               | 4:5     | 10:10 | 95:79  |
| So. 31. Juli 11:00   | Bremerhavener TV v. 1905        | Solinger Tennis-Club 1902 e. V. | 6:3     | 15:8  | 102:82 |
| So. 31. Juli 11:00   | TC 1899 Blau-Weiss Berlin       | Der Club an der Alster Hamburg  | 6:3     | 12:9  | 80:79  |
| So. 31. Juli 11:00   | Bremer TC v. 1912               | spielfrei                       |         |       |        |
| Fr. 5. August 13:00  | Bielefelder TTC 1               | Oldenburger TeV                 | 3:6     | 9:14  | 85:101 |
| Fr. 5. August 13:00  | Suchsdorfer SV v. 1921          | TC Iserlohn 1                   | 1:8     | 3:16  | 65:103 |
| Fr. 5. August 13:00  | Solinger Tennis-Club 1902 e. V. | Der Club an der Alster Hamburg  | 4:5     | 9:11  | 81:89  |
| Fr. 5. August 13:00  | Bremer TC v. 1912               | Bremerhavener TV v. 1905        | 2:7     | 6:16  | 75:105 |
| Fr. 5. August 13:00  | TC 1899 Blau-Weiss Berlin       | spielfrei                       |         |       |        |
| So. 7. August 11:00  | TC Iserlohn 1                   | Solinger Tennis-Club 1902 e. V. | 7:2     | 15:6  | 98:68  |
| So. 7. August 11:00  | Oldenburger TeV                 | TC 1899 Blau-Weiss Berlin       | 8:1     | 16:4  | 111:78 |
| So. 7. August 11:00  | Bremer TC v. 1912               | Suchsdorfer SV v. 1921          | 5:4     | 11:8  | 96:70  |
| So. 7. August 11:00  | Der Club an der Alster Hamburg  | Bielefelder TTC 1               | 6:3     | 14:8  | 103:84 |
| So. 7. August 11:00  | Bremerhavener TV v. 1905        | spielfrei                       |         |       |        |
| Fr. 12. August 13:00 | Bielefelder TTC 1               | Bremerhavener TV v. 1905        | 2:7     | 5:15  | 69:100 |
| Fr. 12. August 13:00 | Oldenburger TeV                 | Bremer TC v. 1912               | 3:6     | 9:14  | 75:92  |
| Fr. 12. August 13:00 | TC 1899 Blau-Weiss Berlin       | Solinger Tennis-Club 1902 e. V. | 7:2     | 14:6  | 95:70  |
| Fr. 12. August 13:00 | Der Club an der Alster Hamburg  | Suchsdorfer SV v. 1921          | 2:7     | 8:14  | 86:97  |
| Fr. 12. August 13:00 | TC Iserlohn 1                   | spielfrei                       |         |       |        |
| So. 14. August 11:00 | TC Iserlohn 1                   | Der Club an der Alster Hamburg  | 4:5     | 9:13  | 74:105 |
| So. 14. August 11:00 | Suchsdorfer SV v. 1921          | TC 1899 Blau-Weiss Berlin       | 6:3     | 12:6  | 96:73  |
| So. 14. August 11:00 | Bremerhavener TV v. 1905        | Oldenburger TeV                 | 8:1     | 16:2  | 106:63 |
| So. 14. August 11:00 | Solinger Tennis-Club 1902 e. V. | Bremer TC v. 1912               | 4:5     | 9:11  | 89:86  |
| So. 14. August 11:00 | Bielefelder TTC 1               | spielfrei                       |         |       |        |

## 2. Tennis-Bundesliga (Herren) Süd

### Tabelle
|     | Mannschaft               | Begegnungen | Punkte | Matches | Sätze  | Spiele  |
| --- | ------------------------ | ----------- | ------ | ------- | ------ | ------- |
| 01. | TC Weinheim              | 8           | 16:0   | 51:21   | 108:57 | 758:569 |
| 02. | TC Wolfsberg Pforzheim   | 8           | 12:4   | 50:22   | 108:58 | 769:578 |
| 03. | SpVgg Hainsacker (N)     | 8           | 10:6   | 43:29   | 89:67  | 708:625 |
| 04. | TC Großhesselohe         | 8           | 8:8    | 39:33   | 88:74  | 715:660 |
| 05. | TV Reutlingen            | 8           | 8:8    | 37:35   | 89:81  | 695:669 |
| 06. | BASF TC Ludwigshafen (N) | 8           | 8:8    | 36:36   | 82:80  | 689:680 |
| 07. | TC BW Dresden-Blasewitz  | 8           | 8:8    | 34:38   | 78:87  | 662:686 |
| 08. | SC Uttenreuth            | 8           | 2:14   | 21:51   | 58:107 | 612:784 |
| 09. | TC Amberg am Schanzl (N) | 8           | 0:16   | 13:59   | 35:124 | 470:827 |

| Zum Saisonende 2016:                                              |
| Aufsteiger in die Bundesliga Absteiger in die Tennis-Regionalliga |

|                      | |
| Zum Saisonende 2015: | |
| (A)                  | Absteiger aus der Bundesliga: keine, da Tennis-Club 1. FC Nürnberg seine Teilnahme zurückzog.             |
| (N)                  | Neuling, Aufsteiger aus Tennis-Regionalliga: SpVgg Hainsacker, BASF TC Ludwigshafen, TC Amberg am Schanzl |

### Mannschaftskader
| Pos. | Name                  |
| ---- | --------------------- |
| 1    | John Millman          |
| 2    | Marek Michalička      |
| 3    | Rémi Boutillier       |
| 4    | Sadio Doumbia         |
| 5    | José Hernández        |
| 6    | Adrien Puget          |
| 7    | Miloslav Mečíř junior |
| 8    | Moritz Baumann        |
| 9    | Frank Wintermantel    |
| 10   | Matteo Fago           |
| 11   | Jonas Lütjen          |
| 12   | Daniel Müller         |
| 13   | Jakob Sude            |
| 14   | Moritz Hoffmann       |
| 15   | Kevin Lampert         |
| 16   |                       |

| Pos. | Name              |
| ---- | ----------------- |
| 1    | Pere Riba         |
| 2    | Salvatore Caruso  |
| 3    | Roberto Marcora   |
| 4    | Riccardo Bellotti |
| 5    | Stefano Travaglia |
| 6    | Pascal Meis       |
| 7    | Marko Lenz        |
| 8    | Matthias Wunner   |
| 9    | Denis Gremelmayr  |
| 10   | Andre Wiesler     |
| 11   | Alexander Flock   |
| 12   | Tim Rühl          |
| 13   | Holger Fischer    |
| 14   | Rameez Junaid     |
| 15   | Andre Begemann    |
| 16   | Felix Wild        |

| Pos. | Name             |
| ---- | ---------------- |
| 1    | Amir Weintraub   |
| 2    | Aleksandar Lasow |
| 3    | Dušan Lojda      |
| 4    | Vasile Antonescu |
| 5    | Gergely Madarász |
| 6    | Gábor Borsos     |
| 7    | Valentín Florez  |
| 8    | Claudio Grassi   |
| 9    | Alexis Klegou    |
| 10   | György Balázs    |
| 11   | Ádám Kellner     |
| 12   | Tibor Szathmáry  |
| 13   | Jonas Simmel     |
| 14   | Elias Breiter    |
| 15   | Maxim Muraschko  |
| 16   |                  |

| Pos. | Name                  |
| ---- | --------------------- |
| 1    | Marco Chiudinelli     |
| 2    | Arthur De Greef       |
| 3    | Juan Ignacio Londero  |
| 4    | Bastian Trinker       |
| 5    | Christian Lindell     |
| 6    | Lucas Miedler         |
| 7    | Kevin Krawietz        |
| 8    | Carlos Boluda Purkiss |
| 9    | Hannes Wagner         |
| 10   | Micke Kontinen        |
| 11   | Carlos Gómez Herrera  |
| 12   | Marcel Zimmermann     |
| 13   | Maximilian Wimmer     |
| 14   | Dominik Schulz        |
| 15   | Ģirts Dzelde          |
| 16   |                       |

| Pos. | Name                 |
| ---- | -------------------- |
| 1    | Stéphane Robert      |
| 2    | Michael Berrer       |
| 3    | Thiemo de Bakker     |
| 4    | Alessandro Giannessi |
| 5    | Jordi Samper Montaña |
| 6    | Lorenzo Giustino     |
| 7    | Lorenzo Sonego       |
| 8    | Gianluca Mager       |
| 9    | Gerard Granollers    |
| 10   | Florian Fallert      |
| 11   | Stephan Hoiss        |
| 12   | Peter Mayer-Tischer  |
| 13   | Daniel Stöhr         |
| 14   | Yannick Offermans    |
| 15   | Lenny Bueckle        |
| 16   | Jimmy Yang           |

| Pos. | Name                      |
| ---- | ------------------------- |
| 1    | Constant Lestienne        |
| 2    | Iwan Nedelko              |
| 3    | Marc Giner                |
| 4    | Hugo Dellien              |
| 5    | Tobias Simon              |
| 6    | Rene Schulte              |
| 7    | Nicola Kuhn               |
| 8    | Yanais Laurent            |
| 9    | Steffen Neutert           |
| 10   | Vincent Thierry Schneider |
| 11   | Ferdinand Feith           |
| 12   | Sebastian Heim            |
| 13   | Jochen Meyer              |
| 14   | Andre Straka              |
| 15   | Kai Schledorn             |
| 16   | Andreas Gremelmayr        |

| Pos. | Name               |
| ---- | ------------------ |
| 1    | Andrej Martin      |
| 2    | Jan Šátral         |
| 3    | Uladsimir Ihnazik  |
| 4    | Zdeněk Kolář       |
| 5    | Václav Šafránek    |
| 6    | Peter Heller       |
| 7    | Michal Schmid      |
| 8    | Christian Haupt    |
| 9    | Michal Franěk      |
| 10   | Juraj Masár        |
| 11   | Tomáš Musil        |
| 12   | Lubomír Majšajdr   |
| 13   | Mark Tanz          |
| 14   | Mareno Heinecke    |
| 15   | Paul-Philipp Schön |
| 16   | Franz Assmann      |

| Pos. | Name                 |
| ---- | -------------------- |
| 1    | Robin Staněk         |
| 2    | Jaroslav Pospíšil    |
| 3    | Lamine Ouahab        |
| 4    | Adrian Sikora        |
| 5    | Janez Semrajc        |
| 6    | Victor Crivoi        |
| 7    | Dennis Bloemke       |
| 8    | Jean Zietsman        |
| 9    | Christopher Aumüller |
| 10   | Ralph Regus          |
| 11   | Pascal Ehrmann       |
| 12   | Toma Sorin Rus-Barna |
| 13   | Markus Staudacher    |
| 14   | Fabian Reisch        |
| 15   | Márton Csaba Szabó   |
| 16   |                      |

| Pos. | Name                    |
| ---- | ----------------------- |
| 1    | Henri Laaksonen         |
| 2    | Enrique López Pérez     |
| 3    | Yannick Jankovits       |
| 4    | José Pereira            |
| 5    | Marco Bortolotti        |
| 6    | Lukas Mugevičius        |
| 7    | Roman Vögeli            |
| 8    | Nicolas Reissig         |
| 9    | Jan Hájek               |
| 10   | Albert Wagner           |
| 11   | Sebastian Wagner        |
| 12   | Maxi Pongratz           |
| 13   | Leopold Gomez Islinger  |
| 14   | Christopher Patzanovsky |
| 15   |                         |
| 16   |                         |

### Ergebnisse
| Datum/Uhrzeit        | Heimmannschaft               | Gastmannschaft               | Matches | Sätze | Spiele |
| -------------------- | ---------------------------- | ---------------------------- | ------- | ----- | ------ |
| So. 17. Juli 11:00   | SC Uttenreuth                | TC Amberg am Schanzl         | 5:4     | 10:9  | 83:79  |
| So. 17. Juli 11:00   | TC Weinheim 1                | BW DD Blasewitz              | 6:3     | 13:7  | 95:79  |
| So. 17. Juli 11:00   | Büschl Team TC Großhesselohe | BASF TC Ludwigshafen 1       | 6:3     | 13:10 | 96:85  |
| So. 17. Juli 11:00   | TV Reutlingen 1              | TC Wolfsberg Pforzheim 1     | 5:4     | 12:11 | 93:84  |
| So. 17. Juli 11:00   | SpVgg Hainsacker             | spielfrei                    |         |       |        |
| Fr. 22. Juli 13:00   | TC Amberg am Schanzl         | Büschl Team TC Großhesselohe | 3:6     | 8:12  | 76:87  |
| Fr. 22. Juli 13:00   | SpVgg Hainsacker             | BASF TC Ludwigshafen 1       | 5:4     | 10:11 | 91:97  |
| Fr. 22. Juli 13:00   | SC Uttenreuth                | TC Wolfsberg Pforzheim 1     | 2:7     | 6:15  | 63:94  |
| Fr. 22. Juli 13:00   | TV Reutlingen 1              | BW DD Blasewitz              | 7:2     | 14:5  | 92:79  |
| Fr. 22. Juli 13:00   | TC Weinheim 1                | spielfrei                    |         |       |        |
| So. 24. Juli 11:00   | BW DD Blasewitz              | SpVgg Hainsacker             | 7:2     | 14:9  | 91:79  |
| So. 24. Juli 11:00   | TC Weinheim 1                | TV Reutlingen 1              | 6:3     | 13:6  | 107:82 |
| So. 24. Juli 11:00   | BASF TC Ludwigshafen 1       | TC Amberg am Schanzl         | 5:4     | 10:10 | 99:96  |
| So. 24. Juli 11:00   | Büschl Team TC Großhesselohe | SC Uttenreuth                | 8:1     | 16:4  | 99:71  |
| So. 24. Juli 11:00   | TC Wolfsberg Pforzheim 1     | spielfrei                    |         |       |        |
| Fr. 29. Juli 13:00   | TC Amberg am Schanzl         | TV Reutlingen 1              | 2:7     | 4:15  | 69:108 |
| Fr. 29. Juli 13:00   | BW DD Blasewitz              | Büschl Team TC Großhesselohe | 3:6     | 6:13  | 84:104 |
| Fr. 29. Juli 13:00   | TC Weinheim 1                | SC Uttenreuth                | 6:3     | 13:7  | 87:72  |
| Fr. 29. Juli 13:00   | TC Wolfsberg Pforzheim 1     | SpVgg Hainsacker             | 6:3     | 15:8  | 92:65  |
| Fr. 29. Juli 13:00   | BASF TC Ludwigshafen 1       | spielfrei                    |         |       |        |
| So. 31. Juli 11:00   | TC Amberg am Schanzl         | TC Weinheim 1                | 2:7     | 5:14  | 59:92  |
| So. 31. Juli 11:00   | SpVgg Hainsacker             | Büschl Team TC Großhesselohe | 6:3     | 12:10 | 88:90  |
| So. 31. Juli 11:00   | SC Uttenreuth                | BASF TC Ludwigshafen 1       | 4:5     | 12:12 | 92:89  |
| So. 31. Juli 11:00   | TC Wolfsberg Pforzheim 1     | BW DD Blasewitz              | 6:3     | 14:7  | 96:75  |
| So. 31. Juli 11:00   | TV Reutlingen 1              | spielfrei                    |         |       |        |
| Fr. 5. August 13:00  | SpVgg Hainsacker             | TC Weinheim 1                | 4:5     | 10:11 | 90:92  |
| Fr. 5. August 13:00  | SC Uttenreuth                | BW DD Blasewitz              | 6:3     | 13:8  | 85:71  |
| Fr. 5. August 13:00  | BASF TC Ludwigshafen 1       | TC Wolfsberg Pforzheim 1     | 4:5     | 10:10 | 92:94  |
| Fr. 5. August 13:00  | Büschl Team TC Großhesselohe | TV Reutlingen 1              | 5:4     | 10:9  | 87:83  |
| Fr. 5. August 13:00  | TC Amberg am Schanzl         | spielfrei                    |         |       |        |
| So. 7. August 11:00  | TC Amberg am Schanzl         | SpVgg Hainsacker             | 2:7     | 5:16  | 60:102 |
| So. 7. August 11:00  | BW DD Blasewitz              | BASF TC Ludwigshafen 1       | 5:4     | 10:10 | 101:96 |
| So. 7. August 11:00  | TC Weinheim 1                | TC Wolfsberg Pforzheim 1     | 5:4     | 12:10 | 100:83 |
| So. 7. August 11:00  | TV Reutlingen 1              | SC Uttenreuth                | 7:2     | 14:6  | 97:73  |
| So. 7. August 11:00  | Büschl Team TC Großhesselohe | spielfrei                    |         |       |        |
| Fr. 12. August 13:00 | BW DD Blasewitz              | TC Amberg am Schanzl         | 5:4     | 11:8  | 91:72  |
| Fr. 12. August 13:00 | BASF TC Ludwigshafen 1       | TC Weinheim 1                | 5:4     | 12:9  | 85:81  |
| Fr. 12. August 13:00 | TC Wolfsberg Pforzheim 1     | Büschl Team TC Großhesselohe | 7:2     | 15:5  | 102:73 |
| Fr. 12. August 13:00 | TV Reutlingen 1              | SpVgg Hainsacker             | 4:5     | 9:11  | 78:84  |
| Fr. 12. August 13:00 | SC Uttenreuth                | spielfrei                    |         |       |        |
| So. 14. August 11:00 | SpVgg Hainsacker             | SC Uttenreuth                | 8:1     | 16:4  | 99:50  |
| So. 14. August 11:00 | BASF TC Ludwigshafen 1       | TV Reutlingen 1              | 5:4     | 12:9  | 94:83  |
| So. 14. August 11:00 | Büschl Team TC Großhesselohe | TC Weinheim 1                | 3:6     | 7:13  | 84:108 |
| So. 14. August 11:00 | TC Wolfsberg Pforzheim 1     | TC Amberg am Schanzl         | 8:1     | 17:2  | 109:58 |
| So. 14. August 11:00 | BW DD Blasewitz              | spielfrei                    |         |       |        |